# Liuliang
Liuliang är en köping i nordvästra Kina. Den ligger i Zhuanglang härad i Pingliang i provinsen Gansu, omkring 210 kilometer sydost om provinshuvudstaden Lanzhou. Antalet invånare är 19 582. Befolkningen består av 10 504 kvinnor och 9 078 män. Barn under 15 år utgör 23,0 %, vuxna 15-64 år 67 %, och äldre över 65 år 9,0 %.